# بيان (سياسة)

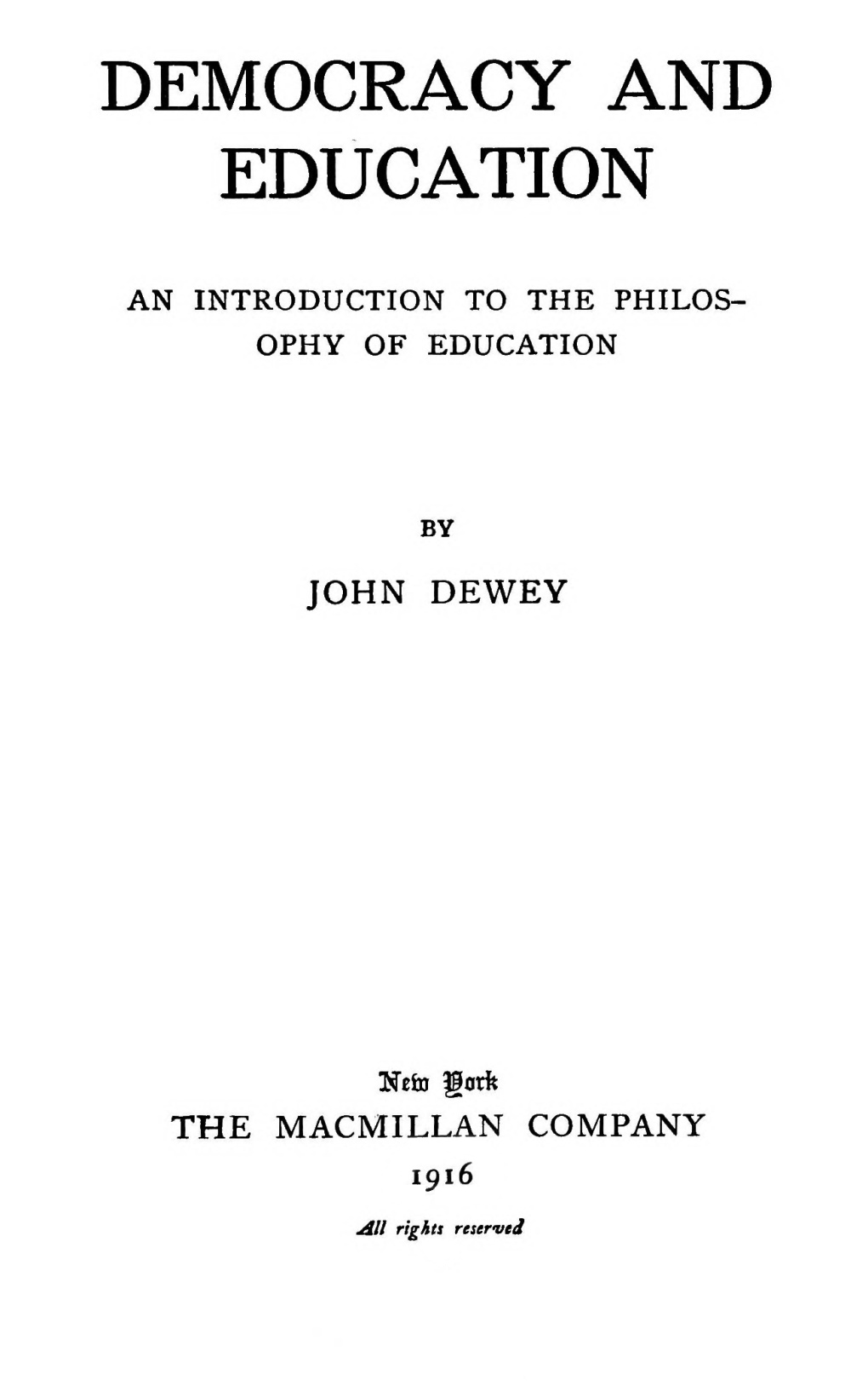

البيان في السياسة هو إعلان منشور يتضمن نوايا أو دوافع أو آراء تخص ناشر البيان، وقد يصدره فرد أو مجموعة أو حزب سياسي أو حكومة. من أمثلته الكتاب الأخضر وبيان الحزب الشيوعي. يتقبل البيان عادة الرأي السابق أو الإجماع العام و/أو يدعم فكرة جديدة فيها مفاهيم مطروحة لتعطي تغييرًا يعتقد مصدر البيان بضرورتها، وعادة ما تكون هذه البيانات سياسية أو فنية ولكن قد تكون أحيانًا موقفا شخصيا.